# Сооронбай Джеенбеков
Сооронбай Шарипович Джеенбеков (на киргизки: Сооронбай Шарипович Жээнбеков) е киргизстански политик, бивш министър-председател и президент на Киргизстан от 24 ноември 2017 г. до 15 октомври 2020 г. 

## Биография
Роден е на 16 ноември 1958 г. в Каракулджинския район, Киргизстан, СССР. Завършва Киргизстанската селскостопанска академия със специалност „Зоологическо инженерство“. Дипломира се по икономика от Киргизстанския национален аграрен университет през 2003 г.

## Кариера
Джеенбеков започва работа като животновъд. Избран е за депутат през 1995 г.
Заема поста министър на земеделието, водните ресурси и преработвателната промишленост през 2007 г.
Става управител на района на град Ош през 2010 г. Назначен е за директор на Държавната служба за персонала през 2015 г.
През март 2016 г. е назначен за първи заместник-ръководител на президентската администрация, след което става министър-председател на Киргизстан.. Той е президент на Киргизстан в периода 2017 – 2020 г.